# 四朝闻见录
《四朝闻见录》是宋人叶绍翁的笔记小说。
《四朝闻见录》叙述宋高宗、宋孝宗、宋光宗、宋宁宗四朝轶事，分为甲、乙、丙、丁、戊五集，凡二百零九条，所记多为作者亲历或耳闻，具有較高的史料价值。尤其是对韓侂冑被诛的经过，记述最為详尽。書中也提到監察御史沈繼祖彈劾朱熹，羅列其十大罪狀，《宋史》只提及沈繼祖彈劾朱熹，《四朝聞見錄》則完整輯錄這份奏章。元人修《宋史》都选用此书。

## 評價

### 負評
王士祯批评此书颇有涉烦碎者，认为不及同樣纂述南渡事蹟的《朝野雜記》、《建炎以來繫年要錄》等書。

## 版本
《四朝闻见录》的版本有“四库”本、《知不足斋丛书》本，另《说郛》抄录部分内容。